# Rataje (district de Tábor)
Pour les articles homonymes, voir Rataje.
Rataje (en allemand : Rattai) est une commune du district de Tábor, dans la région de Bohême-du-Sud, en République tchèque. Sa population s'élevait à 200 habitants en 2020.

## Géographie
Rataje est arrosée par la rivière Smutná, un affluent de la Lužnice, et se trouve à 7 km au nord-nord-ouest du centre de Bechyně, à 19 km à l'ouest-sud-ouest de Tábor, à 42 km au nord de České Budějovice et à 81 km au sud de Prague.
La commune est limitée par Bernartice (district de Písek) à l'ouest et au nord, par Stádlec au nord-est, par Dobronice u Bechyně au sud-est, et par Haškovcova Lhota et Radětice au sud.

## Histoire
La première mention écrite du village date de 1352.

## Patrimoine

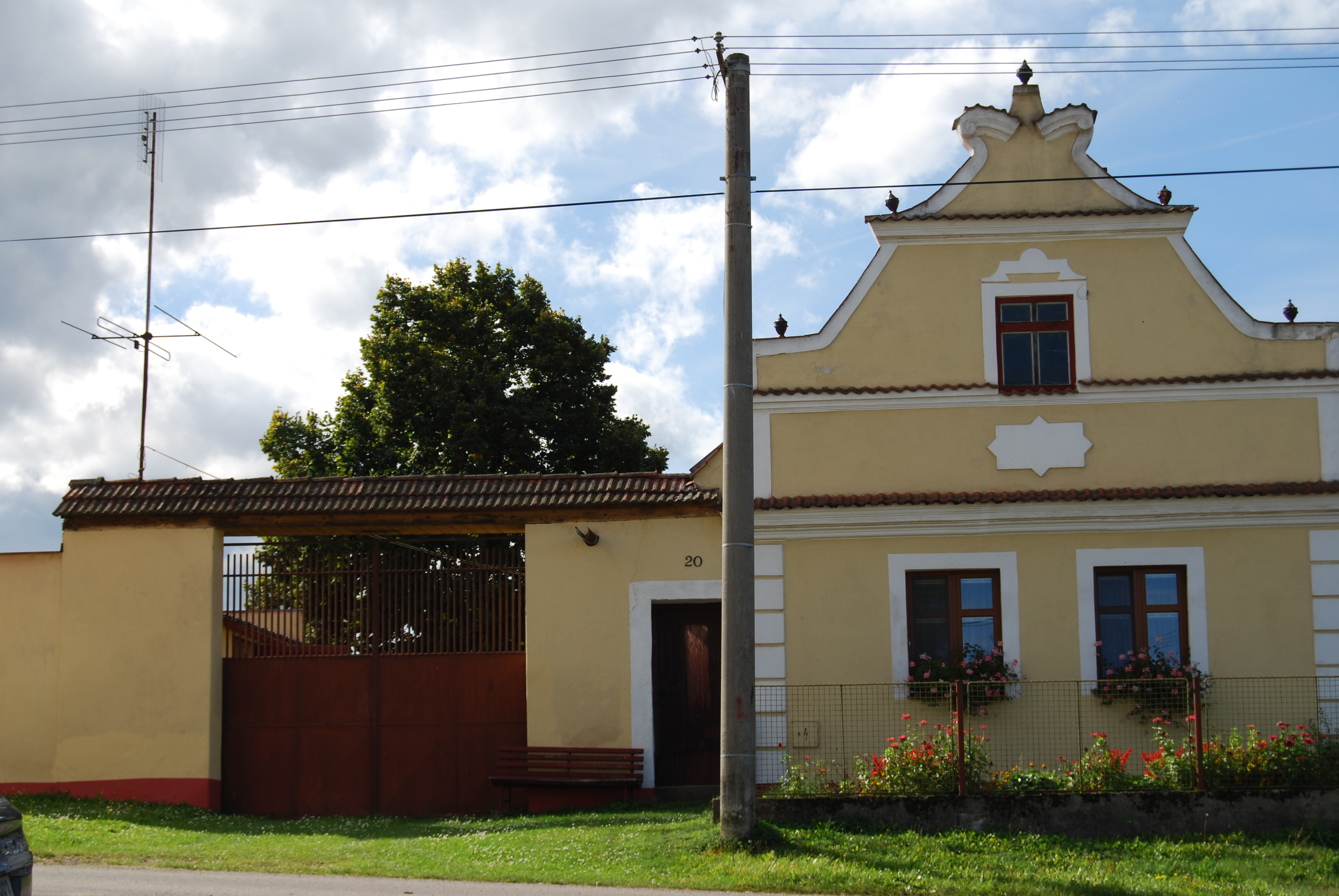
Architecture locale inspirée du baroque.